# Чапаев (Краснодарский край)
Чапа́ев — хутор в Каневском районе Краснодарского края.
Входит в состав Новоминского сельского поселения.

## География
Хутор примыкает к восточным окраинам станицы Новоминская, центра сельского поселения, на расстоянии 26 км (по прямой) к северу от станицы Каневская, административного центра района.

## Население
| 2002 | 2010 |
| ---- | ---- |
| 78   | ↘70  |